# Xylosma palawanensis
Xylosma palawanensis är en videväxtart som beskrevs av Mendoza. Xylosma palawanensis ingår i släktet Xylosma och familjen videväxter. Inga underarter finns listade i Catalogue of Life.